# RTVI
RTVI (Russian TeleVision International, «Ар-ти-ви-ай») (до 2002 года — NTV International) — международное мультиплатформенное СМИ на русском языке с офисами в Москве и Нью-Йорке. Включает в себя телеканал, новостной сайт, а также иные цифровые площадки (каналы в Telegram, на YouTube и пр.). Вещание телеканала доступно через спутник Hot Bird 13, кабельные телевизионные сети 176 стран мира, а также через интернет.

## История

### 1997—2002. NTV International
Телеканал начал постоянное вещание 1 января 1997 года, первоначально назывался «NTV International» (ЗАО «Интер-ТВ») и служил международной, лицензионно очищенной версией телеканала «НТВ». Возникнув задолго до появления «РТР-Планеты» и «Первого канала. Всемирной сети», «NTV International» являлся первопроходцем и монополистом в области заграничного русскоязычного телевидения постсоветского периода. Широкой популярностью и спросом телеканал пользовался, в основном, в Израиле, США и Европе у русскоязычных диаспор. «NTV International» не содержал в собственной сетке программы, фильмы и трансляции зарубежного производства (права на них распространялись только на Россию), заменяя их на советские фильмы, повторы передач прошлых лет, передачи канала «ТНТ» и контент собственного производства. Позже сериалы и фильмы зарубежного производства всё же появились в эфире: они стали покупаться отдельно от российского «НТВ».
Экспансия телеканала в страны Европы началась в мае 1998 года, вещание «NTV International» на европейские страны началось с 12 июня 1998 года, дня России. С осени 1999 года в американских кабельных сетях начали вещание два канала производства «Медиа-Моста» — NTV и NTV+ соответственно. NTV представлял собой смесь из передач европейской версии «NTV International» с частью программ собственного производства (например, «Сегодня» в Америке). NTV+ являлся смесью телеканалов «НТВ-Плюс Наше кино» и «НТВ-Плюс Детский мир». В дальнейшем эти телеканалы стали называться «RTVI» и «RTVI+» (последний вскоре прекратил своё вещание).
После смены собственника и ухода команды Евгения Киселёва из телекомпании «НТВ» телеканал «NTV International» отказался подчиняться новому руководству российского канала, поскольку имел зарубежное юридическое лицо. С апреля 2001 года телеканал начал ретранслировать новости «ТНТ», а затем практически в полном объёме ретранслировал передачи российского телеканала «ТВ-6» (до января 2002 года) и некоторые передачи «НТВ» (до конца сентября 2001 года), вставляя собственную рекламу и заставки. Программы «НТВ» и «ТНТ» не сопровождались логотипами телеканалов, программы «ТВ-6» выходили без логотипа только первое время (до июня 2001 года). Трансляция программ «НТВ» была прервана в середине осени 2001 года, когда новое руководство российского канала во главе с Борисом Йорданом приступило к созданию новой международной версии под названием «НТВ Мир». Примерно в это же время создаётся бренд RTVI — изначально для того, чтобы производить собственные программы, которыми разбавляли эфир «ТВ-6».

### 2002—2016. RTVI
Телекомпания RTVI и её российская партнёрская компания «Эхо-ТВ» были основаны в 2002 году после отключения телеканала «ТВ-6». Главным акционером RTVI в то время являлся один из основателей «НТВ» Владимир Гусинский, президентом телекомпании — бывший генеральный директор «НТВ» Игорь Малашенко. Генеральным директором московского представительства RTVI являлся молодой телеведущий из команды старого «НТВ» Андрей Норкин. Вместе с ним в «Эхо-ТВ» перешла работать небольшая часть сотрудников «НТВ» и «ТВ-6», которая не пошла работать с Евгением Киселёвым на «ТВС» — телеведущий новостей Вячеслав Крискевич, корреспонденты Александр Орлов, Александр Связин, Елена Поляковская. На начальном этапе работы, до запуска в эфир телеканала «ТВС», для телекомпании работали оставшиеся на шестом канале корреспонденты Ашот Насибов, Елена Курляндцева, Светлана Куницына, Арина Слабко, Владимир Ленский, Иван Волонихин. Первое время работы сетка вещания обновлённого телеканала в основном состояла из художественных фильмов и сериалов российского и зарубежного производства, а также заполнялась архивными программами российских телеканалов, перечень которых по сравнению с «НТВ-Интернешнл» расширился («НТВ», «ТНТ», «ТВ-6», «СТС», «ТВЦ», передачи независимых производителей для «ОРТ» и «РТР»). Из актуальных проектов бывшего «ТВ-6», который был перезапущен под названием «ТВС», в эфире тогда ещё NTVi оставался только третий сезон реалити-шоу «За стеклом», который шёл с июня по июль 2002 года, а вещание всех остальных программ и телетрансляций российского Шестого канала тех лет, в том числе и новостей, на нём уже не велось.
После 2003 года команда журналистов RTVI пополнилась рядом других бывших сотрудников телеканалов «НТВ», «ТНТ», «ТВ-6» и «ТВС». В их числе были Евгений Киселёв (до 2009 года), Владимир Кара-Мурза-старший (до 2013 года), Виктор Шендерович (до 2007 года), Михаил Осокин (до 2008 года), Николай Николаев (до 2009 года), Алексей Воробьёв (до 2008 года), Евгения Альбац и другие. Помимо них, в эфире канала также работали корреспонденты Аркадий Медведев, Владимир Гуреев, Алексей Оверчук, Светлана Губанова, Борис Кольцов, Владимир Кара-Мурза-младший, Георгий Цихисели, Евгений Маслов. Программу «Российская панорама» вёл Матвей Ганапольский. Одно время с каналом сотрудничал известный телеведущий Сергей Доренко. На практику в «Эхо-ТВ» в 2007—2008 годах приходили молодые журналисты, студенты журфака МГУ Роман Супер (будущий корреспондент программы «Неделя с Марианной Максимовской» на «РЕН ТВ») и Александр Уржанов (будущий шеф-редактор программы «Центральное телевидение» на «НТВ»). Некоторыми сотрудниками канала тех лет (Игорь Малашенко, Владимир Гуреев, Владимир Кара-Мурза-старший) RTVI воспринимался как основа для одной из будущих центральных «кнопок», которая теоретически могла бы возникнуть в случае изменения всей власти в России.
В декабре 2007 года Андрей Норкин ушёл с канала, в связи с тем, что затраты на производство контента не соответствовали производимому эффекту (по другой версии — в связи с умеренной политической позицией RTVI, не устраивавшей его акционера). Вместо него московское представительство канала на некоторое время возглавил Евгений Киселёв. В поздние годы работы Норкина наметилась тенденция к превращению RTVI в телевизионное «Эхо Москвы», когда разговор в радиостудии фактически снимался на телекамеру и ретранслировался в эфире с картинкой. С 2008 года экспансия радиопрограмм в телеэфир продолжилась в бо́льших масштабах, нежели ранее: радиостанция «Эхо Москвы» и телекомпания RTVI предоставляли регулярное вещание радиопередач «Особое мнение», «Грани недели» c Владимиром Кара-Мурзой, «Код доступа» с Юлией Латыниной, «Без дураков» с Сергеем Корзуном и ещё ряда других. Мировой финансовый кризис 2008 года повлёк за собой негативные последствия для телеканала: RTVI сворачивает деятельность на Ближнем Востоке, оставляя там небольшое бюро, из-за отсутствия денег также сильно сокращаются численность и деятельность редакции в Москве.
С 2012 по 2019 год информационную службу телеканала RTVI возглавляла Екатерина Котрикадзе. Затем директором информационной службы стал Станислав Кучер. В марте 2012 года телеканал был куплен предпринимателем из России, бывшим генеральным директором телеканала «Звезда» Русланом Соколовым.
С мая 2013 года из эфира были убраны все программы, производимые совместно с радиостанцией «Эхо Москвы», кроме программы «Особое мнение». Освободившееся эфирное время RTVI заменил собственным контентом.
В сентябре 2016 года новым генеральным продюсером телеканала был назначен бывший журналист и ведущий «НТВ» Алексей Пивоваров.

### 2016 — настоящее время. Перезапуск
1 декабря 2016 года телеканал RTVI начал переход на новую сетку вещания и подготовку к полному перезапуску. Перезапуск и переход на формат вещания 16:9 состоялись 19 июня 2017 года. В эфире обновлённого RTVI стали работать известные российские журналисты, по большей степени — бывшие сотрудники «НТВ» разных лет: Леонид Парфёнов, Гарри Княгницкий, Антон Хреков, Владислав Андреев, Дмитрий Новиков, Константин Гольденцвайг, Наталия Метлина, Светлана Чебан, а также Марианна Минскер, Эльза Газетдинова, Константин Рожков, Сергей Митрофанов, Тихон Дзядко. Остался в эфире работающий в США бывший журналист с «НТВ», «ТВ-6» и «ТВС» Владимир Ленский. Другой экс-сотрудник этих СМИ, работавший на RTVI в США до прихода Пивоварова (Евгений Маслов), перешёл на работу в компанию «Голос Америки». К новым сотрудникам присоединились иммигрировавшие в США журналисты программы «Вести. Дежурная часть» Денис Чередов и Денис Малинин. Своими конкурентами новый RTVI рассматривал телеканалы «Настоящее время», «Дождь» и портал Meduza.
В октябре 2017 года из-за уменьшения финансирования была реструктуризована сетка вещания, проведены сокращения персонала и заморожен ряд программ. Из видных лиц, которые работали на канале ещё до прихода Пивоварова, с RTVI были уволены Виктор Топаллер, Елена Мещерякова и Валерий Кипелов. Позднее с телеканала также ушли Наталия Метлина, Сергей Митрофанов, Светлана Чебан, Антон Хреков. В феврале 2018 года к оставшимся бывшим сотрудникам «НТВ» подключился экс-корреспондент данного телеканала и собкор «ТВ-6» и «ТВС» по Великобритании Сергей Морозов, позднее — Станислав Кучер, Дмитрий Хайтовский и Борис Кольцов.
5 октября 2019 года новым собственником американского юридического лица телеканала стал американский бизнесмен армянского происхождения Микаэль Исраэлян.
25 июня 2020 года журналист Алексей Пивоваров покинул должность главного редактора RTVI (сама должность упразднена), чтобы сосредоточиться на своём собственном YouTube-канал «Редакция», который продолжил плотное сотрудничество с RTVI.
29 июня 2020 года генеральным продюсером телеканала стал рок-музыкант, лидер групп «Ленинград» и «Рубль» Сергей Шнуров. 10 марта 2022 года музыкант объявил о временном прекращении сотрудничества с телеканалом. В апреле 2023 в интервью агентству ТАСС Шнуров рассказал, что не собирается возвращаться на RTVI на пост генерального продюсера.
В апреле 2022 года телеканал подал в суд на «Первый канал» из-за названия шоу «Док-Ток», которое звучит как принадлежащий RTVI товарный знак Doc Talk. RTVI потребовал перестать использовать данное название и удалить все экземпляры программы, а также выплатить за использование товарного знака в передаче 60,3 млн рублей и в оформлении сайта 600 тысяч рублей компенсации. В декабре 2022 Арбитражный суд Москвы отказал RTVI в данном иске, канал заявил, что обжалует это решение.
24 августа 2022 года генеральным продюсером канала стал Константин Обухов — участник Высшей лиги КВН в составе команды «Станция Спортивная», бывший креативный продюсер развлекательных проектов на телеканале ТНТ. 2 марта 2023 года Обухов покинул должность. В RTVI сообщили, что компания планирует сфокусироваться на разработке и производстве информационно-аналитических продуктов, поэтому надобность в усилении направления развлекательных программ потеряла актуальность. RTVI отметил, что компания пока не планирует искать кандидата на вакантную должность. Обухов стал новым генеральным продюсером телеканала ТВ-3.
В ноябре 2022 года Ленинский районный суд Владимира на основании иска военной прокуратуры запретил материал RTVI «Как прошёл первый день референдумов на подконтрольных России территориях Украины». После этого статья была удалена.
4 февраля 2023 года появилась информация, что Евгений Пригожин просит Роскомнадзор и Генпрокуратуру проверить деятельность RTVI. Основатель ЧВК Вагнера подозревает телеканал в распространении недостоверной общественно значимой информации. Поводом для обращения бизнесмена стал материал о сбежавшем в Норвегию бывшем заключённом, воевавшем в рядах ЧВК, Андрее Медведеве, который рассказал о расправах вагнеровцев над бойцами. Пресс-служба RTVI, отвечая на запрос «Агентства», сообщила, что материал отправили на экспертизу юристам, а доступ к нему пока ограничили.
12 июля 2023 года Ольга Пивень покинула RTVI, главой организации стал Дмитрий Сурьянинов.

## Связь с российской властью
Руководство телеканала скрывает владельца. 25 декабря 2019 года интернет-издание «Проект» опубликовало расследование, согласно которому телеканал связан с российской государственной корпорацией «Ростех». Несмотря на смену владельца американского юридического лица в 2019 году, владельцем российского юрлица является Анна Дмитрик, предыдущие места работы которой связаны с «Ростехом». Гендиректор российского офиса Ольга Пивень ранее работала в «Ростехе».
По информации интернет-издания «Скат», американский офис подчинён российскому, откуда журналистам поступают редакционные задания, связанные, в частности, со вторжением России в Украину в 2022 году. Так, 21 марта 2022 года был прерван эфир, в котором обсуждалась публикация издания The New York Times о деятельности российских военнослужащих в оккупированных населённых пунктах под Киевом. После инцидента американский офис телеканала покинули около 15 из 40 сотрудников.
Издание также отметило, что, несмотря на наличие американского юрлица, российские власти не преследуют телеканал и его сотрудников и не объявляли их «иностранными агентами».

## Критика
Согласно расследованию команды Алексея Навального от 2023 года, c 2019 по 2021 год на счета телеканала от мэрии Москвы через программу «Мой Район» поступило 840 млн рублей, в том числе в качестве оплаты рекламных кампаний. Ещё полмиллиарда рублей перевели каналу от «фирм-прокладок», то есть почти 60 % бюджета RTVI.

## Размещение
Штаб-квартиры RTVI располагаются в Москве и Нью-Йорке.

## Отделение RTVI в Израиле
В 1996 году Марк Мейерсон был назначен генеральным директором израильской компании «Медиа-Мост», являющейся частью медиагруппы «Медиа-Мост». В 1997 году компания «Медиа-Мост» подписала договор о трансляциях программ «NTV International» с кабельными телекомпаниями Израиля. В том же году стартовало кабельное вещание программ канала «НТВ», а с 2000 года началась трансляция канала спутниковой телекомпанией yes.
В начале 2002 года уже действовала израильская редакция канала RTV International, команда которой в те дни ещё не имела богатого телевизионного опыта. Главным продюсером и главным режиссёром редакции была Татьяна Кисилевская. Вскоре перед редакцией канала RTVI была поставлена задача: в срочном порядке обеспечить смену «NTV International». С начала ноября 2002 года вещание канала шло под новым именем. Основным конкурентом RTVI стал целевой канал «Израиль плюс» (9-й канал), начавший своё вещание чуть позже в том же месяце.
С 1 апреля 2013 года «Медиа-Мост» была заменена компанией «Ананей тикшорет», которая представляет RTVI в Израиле и готовит новостные передачи. Место Джагинова, Гранкина и других журналистов, до этого переживших несколько волн увольнений и сокращений, заняли новые сотрудники.

### Ограничения регуляторного органа
В соответствии с положениями Закона о связи (Безек и вещание) Совет по спутниковому и кабельному телевидению, выполняющий функции регулятора, издал правила с целью ограничить рекламу, которая транслировалась многоканальным телевидением и предназначалась для аудитории в Израиле. Когда Совет попытался ужесточить меры для сокращения объёма рекламы, транслируемой RTVI, генеральный директор компании «Медиа Мост» предупредил, что такой шаг «может привести к полному прекращению вещания на Израиль из-за отсутствия экономической рентабельности». Канал «Израиль плюс», со своей стороны, утверждал, что продолжение трансляции рекламы другими русскоязычными каналами уменьшает его шансы на выживание.
Юридический советник RTVI, профессор Давид Либаи высказал мнение, что принятие требований канала «Израиль плюс» приведёт к «монополии на общественное мнение миллиона русскоязычных граждан Израиля».

### Постановления Верховного суда Израиля
В 2003 году израильская компания «Медиа-Мост» обратилась в Верховный суд с просьбой отменить ограничения Совета на рекламу, так как они противоречат Основному закону о свободе деятельности. В свою очередь компания, владеющая телеканалом «Израиль плюс», подала иск в Верховный суд с просьбой наложить полный запрет на трансляцию рекламы каналами RTVI и ОРТ. В октябре 2004 года судья Эстер Хают отклонила иск компании «Медиа-Мост». В мае 2006 года судья Мирьям Наор приняла требование запретить каналу RTVI транслировать израильскую рекламу.
В своём решении суд руководствовался тем, что согласно закону реклама служит источником финансирования коммерческих каналов, контролируемых Вторым управлением телерадиовещания. Телеканал «Израиль плюс» получил разрешение на вещание для целевой (русскоговорящей) аудитории и ему в виде исключения разрешили транслировать рекламу. Разрешение на рекламу было предоставлено с целью помочь новому целевому телеканалу, взявшему на себя оговоренные законом обязательства. Относительно рекламы на RTVI суд постановил, что Совет превысил свои полномочия, разрешив этому каналу использовать какую-либо часть рекламного рынка в Израиле.
Критики решения Верховного суда Израиля утверждали, что он практически оставил русскоязычной аудитории только один телеканал, и эта ситуация напоминает печальное прошлое страны, когда в ней вещало только государственное телевидение.

### Сокращение деятельности RTVI в Израиле
Сразу же после постановления Высшего Суда Справедливости начались увольнения работников израильского отделения RTVI. В ходе 2006 года были уволены все 10 работников отдела маркетинга, включая начальницу отдела.
В конце 2008 года была объявлено о закрытии программы «Один на один» и увольнении её ведущей Аси Истошиной. В марте 2009 года канал расстался с главным продюсером и режиссёром Татьяной Кисилевской. В мае 2009 года владелец канала Владимир Гусинский решил прекратить финансирование израильского отделения RTVI из собственного кармана и в значительной мере сократил деятельность отделения. Увольнительные письма получили 20 работников канала, среди которых были редакторы, журналисты, телеоператоры, звукорежиссёры. Были закрыты передачи «Сейчас в Израиле», «Нота Бене», «Точки над I». Канал продолжил спутниковое и кабельное вещание, однако из передач израильского производства предполагалось оставить только еженедельную передачу — «Израиль за неделю» Михаила Джагинова. Эта передача включает репортажи, подготовленные съёмочной группой Сергея Гранкина.

### Реакция СМИ и общества на судьбу канала
Участь телезрителей канала RTVI в Израиле напоминает участь радиослушателей «Седьмого канала», который был закрыт после отмены Верховным судом закона, принятого Кнессетом. В случае RTVI Верховный суд отменил подзаконный акт, изданный Советом по спутниковому и кабельному телевидению. Израильское отделение RTVI пока не закрыто полностью, однако его аудитория лишилась почти всех передач местного производства, включая ежедневную передачу новостей. Ивритоязычные СМИ не сочли закрытие редакции RTVI достойным внимания, и это событие прошло почти незаметным для израильского общества. «Уволенные сотрудники телеканала не устраивали демонстраций, никто из министров не заявлял, что закрытие телеканала наносит ущерб плюрализму, демократии и принципу свободной конкуренции».

### Перспективы на возрождение канала в будущем
В августе 2010 года министр связи Израиля Моше Кахлон сообщил, что всем телеканалам, вещающим на русском языке, будет разрешено транслировать израильскую рекламу. Гендиректор RTVI приветствовал это заявление министра и высказал мнение, что каждый канал должен получить часть рекламного «пирога» в зависимости от своего рейтинга. Он также выразил уверенность, что при таком подходе «опыт RTVI по работе в Израиле и в других странах позволит компании быстро восстановить утраченные позиции».
Законодатель позволил министру связи после того, как тот посоветовался с Советом и получил согласие правительства и комиссии Кнессета по экономике, разрешить каналу транслировать рекламу, однако RTVI до марта 2012 года такого разрешения не получил.

## Запрет на вещание на Украине
Телеканал RTVI вещал на Украине на протяжении 18 лет, пока 6 сентября 2018 года Национальный совет Украины по вопросам телевидения и радиовещания не принял решение о приостановке на полгода вещания RTVI на территории страны в связи с неоднократными нарушениями законодательства. Основные претензии сводились к распространению на RTVI информации, имеющей признаки отрицания государственного суверенитета и территориальной целостности Украины, а также к показу на канале запрещённых на территории страны телесериалов российского производства.
6 марта 2019 года решение о приостановке вещания продлили ещё на год, до 7 марта 2020 года. За сутки до истечения срока, 6 марта 2020 года Национальный совет Украины по телерадиовещанию окончательно запретил вещание RTVI на территории Украины, заявив, что контент телеканала представляет угрозу для национальной безопасности Украины. Ещё до полного запрета, в феврале 2020 года на территорию Украины был запрещён въезд главному редактору RTVI Алексею Пивоварову. Телеканал осудил решение НСТУ и заявил, что подаст в суд на Национальный совет. В ноябре 2021 года Апелляционный суд Киева признал это решение НСТУ незаконным.